# Traité américano-cubain
Ne doit pas être confondu avec Traité américano-cubain des relations.

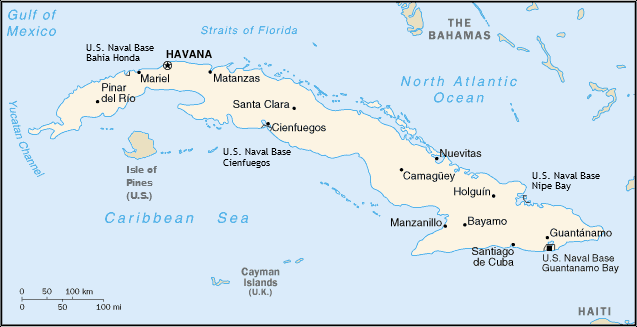
Cuba-US

Le traité américano-cubain (en anglais Cuban-American Treaty) est un traité entre les États-Unis et Cuba signé le 16 février 1903 par le premier président de Cuba, Tomás Estrada Palma, et le 23 février 1903 par le président des États-Unis Theodore Roosevelt. Par cet accord, la république de Cuba loue à perpétuité aux États-Unis l'entrée de la baie de Guantánamo (eaux et terres environnantes) dans le but de servir de station de réapprovisionnement pour navires et de base navale. Les États-Unis ont un contrôle et une juridiction absolus de la zone et en retour reconnaissent la souveraineté ultime de la république de Cuba sur celle-ci. Seuls les navires de commerce cubains ont un droit de libre passage dans les eaux de la baie.

## Controverse
Depuis la révolution castriste de 1959, le gouvernement cubain juge ce traité illégal. Il estime qu'il est en violation de l'article 52 de la convention de Vienne sur le droit des traités de 1969 qui déclare nul un traité si la conclusion a été obtenue par la menace ou l'usage de la force. Cependant, l'article 4 de ce même traité prévoit que la convention de Vienne ne peut être appliquée rétroactivement à cette convention. Par contre le droit international coutumier envisage que tout traité peut être terminé, notamment les traités de bail, parce le bail ne peut avoir plus de force ou plus de validité que la souveraineté même. D'ailleurs depuis la décolonisation, tout traité qui va à l'encontre du principe de l'auto détermination et de la souveraineté des peuples est considéré comme contraire au droit international moderne. En effet le traité du 1903 et le traité du 1934 sont des traités colonialistes entre États qui n'étaient pas égaux (doctrine des « traités inégaux »). Le traité de 1903 était une partie de l'amendement Platt, qui fixait les conditions du retrait des troupes américaines de Cuba présentes sur l'île depuis cinq ans et la guerre hispano-américaine de 1898 qui avait vu le débarquement de troupes sur l'île alors colonie espagnole puis l'indépendance de Cuba.
D'après Alfred de Zayas, un juriste et historien américain d'origine cubaine, « Du point de vue de droit international, les contrats de bail de 1903 et 1934 ne sont plus valables, puisqu'ils ont été imposés par la force et constituent traités en violation du jus cogens, c'est-à-dire de normes contraignantes de droit international telles que le droit à l'autodétermination. », de plus les États-Unis auraient rompu les termes du traité en permettant l'utilisation commerciale de certaines terres. Le traité interdit explicitement « le commerce, l'industrie ou d'autres entreprises dans la zone », alors que la base abrite, par exemple, une demi-douzaine de concessions de restauration rapide pour son personnel, dont un McDonald's.
L'actuelle détention de prisonniers sur la base est aussi considérée comme une violation du traité originel qui prévoyait explicitement que celle-ci devait servir « seulement pour la fourniture de charbon aux navires et à des buts maritimes, et pas pour d'autres buts » (« coaling and naval purposes only, and for no other purpose »).